# Гервасій
Герва́сій — український варіант латинського імені Гервасіус; можливо, з давньогерманського Гервас — той, хто володіє списом; «гер» — спис або з грецької «герас» — почесний дарунок, найкраща частина здобичі.

## Дивись також
- Єпископ Гервасій Линцевський
- Святий Гервасій Медіоланський